# Naropa University

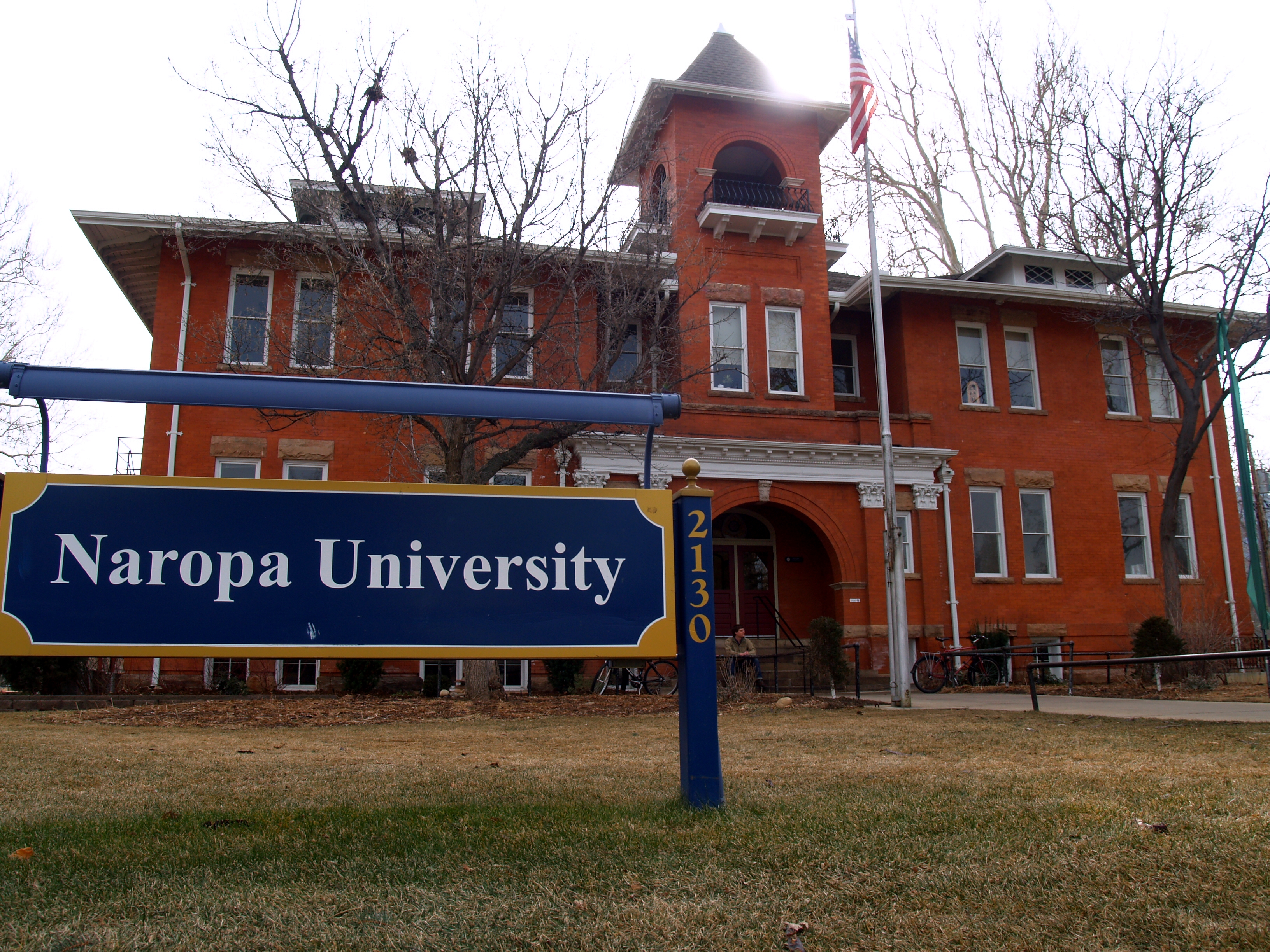

Die Naropa University ist eine private Universität in Boulder (Colorado). Sie wurde 1974 von dem tibetisch-buddhistischem Lehrer Chögyam Trungpa gegründet und ist nach dem indischen buddhistischen Weisen Naropa, einem Abt von Nalanda, aus dem elften Jahrhundert benannt. Die Universität beschreibt sich selbst als buddhistisch inspiriert, ökumenisch und nicht-sektiererisch, anstatt als buddhistisch. Naropa fördert nicht-traditionelle Aktivitäten wie Meditation, um traditionelle Lernansätze zu ergänzen.
Die Naropa University wurde 1988 von der North Central Association of Colleges and Schools akkreditiert und war damit die erste buddhistisch inspirierte akademische Institution, die in den USA eine regionale Akkreditierung erhielt. Sie bleibt eine von nur einer Handvoll solcher Schulen. Die Universität hat eine Reihe von Beat-Poeten unter der Schirmherrschaft ihrer Jack Kerouac School of Disembodied Poetics beherbergt.

## Zahlen zu den Studierenden und den Dozenten
Im Herbst 2021 waren 964 Studierende an der Naropa University eingeschrieben. Davon strebten 325 (33,7 %) ihren ersten Studienabschluss an, sie waren also undergraduates. Von diesen waren 74 % weiblich und 26 % männlich; 2 % bezeichneten sich als asiatisch, 2 % als schwarz/afroamerikanisch, 11 % als Hispanic/Latino und 65 % als weiß. 639 (66,3 %) arbeiteten auf einen weiteren Abschluss hin, sie waren graduates. Es lehrten 217 Dozenten an der Universität, davon 62 in Vollzeit und 155 in Teilzeit.

## Geschichte
Die Naropa University wurde von Chögyam Trungpa gegründet, einem exiltibetischen Tulku, der ein Karma Kagyü und Nyingma Linienhalter war. Trungpa kam 1970 in die USA, gründete 1973 die Vajradhatu-Organisation und dann 1974 das Naropa-Institut unter der Nalanda Foundation.  Anfangs waren die Nalanda Foundation und Vajradhatu eng miteinander verbunden und hatten fast identische Vorstände. In den folgenden Jahren differenzierten sie sich in unabhängigere Institutionen.
Trungpa bat die Dichter Allen Ginsberg, Anne Waldman, John Cage und Diane di Prima, während der ersten Sommersession eine Poetik-Abteilung an der Naropa University zu gründen. Ginsberg und Waldman, die in diesem ersten Sommer zusammen wohnten, kamen auf den Namen „Jack Kerouac School of Disembodied Poetics“.
Erste formale Studiengänge an der Naropa University wurden 1975–76 angeboten. Dazu gehörten ein BA in buddhistischen Studien und visueller Kunst, ein MA in Psychologie, ein MFA in visueller Kunst und Zertifikate für expressive Künste in Tanz, Theater und Poetik.
Der MA in Psychologie war ursprünglich als eine Erweiterung von Trungpas Maitri-Programm gedacht, einem 16-wöchigen Meditationskurs, der in Connecticut abgehalten wurde und auf den Vajrayana-Lehren über esoterische Energiemuster in Geist und Körper basierte. Trungpa bat Marvin Casper, das Maitri-Programm so umzustrukturieren, dass es an der Naropa als vollwertiger Studiengang für kontemplative Psychologie genutzt werden konnte. Casper wurde später Vorsitzender dieser Abteilung und gab zwei von Trungpas Büchern heraus. Ursprünglich mussten die Studenten für den Abschluss drei Sommersitzungen des Instituts besuchen, zwei Maitri-Programme in Connecticut absolvieren und ein sechsmonatiges unabhängiges Projekt abschließen.
Im Jahr 1977 traf die Verwaltung der Naropa University auf Drängen von Trungpa die Entscheidung, eine regionale Akkreditierung anzustreben. Die Evaluierungsbesuche wurden bis 1986 fortgesetzt, und 1988 erhielt das Naropa Institut die Akkreditierung von der North Central Association of Colleges and Schools. Mitte der 1980er Jahre bat die Präsidentin der Naropa University, Barbara Dilley, Lucien Wulsin, den Vorsitz des Verwaltungsrates zu übernehmen. Eine von Wulsins ersten Handlungen war es, die Naropa University formell von Vajradhatu zu trennen. Die Verbindungen zu Vajradhatu wurden durch die physische Verlegung des Hauptzentrums von Vajradhatu nach Halifax und dann durch Trungpas Tod 1987 weiter geschwächt.
1991 stellte das Kuratorium der Naropa University John Cobb, einen in Harvard ausgebildeten Anwalt und praktizierenden Buddhisten, als Präsidenten ein. Thomas B. Coburn diente in dieser Rolle von 2003 bis 2009 und wurde im Juli 2009 von Stuart C. Lord abgelöst.
Die Universität begann mit der elektrophysiologischen Forschung an der Graduate School of Counseling and Psychology, als die Universität neue Geräte für die Untersuchung der Herzfrequenzvariabilität, der galvanischen Hautreaktion und der Atmung in den Jahren 2012 bis 2014 einführte. Später gründete Jordan Quaglia das Cognitive and Affective Sciences Laboratory zur Untersuchung der Elektroenzephalographie (EEG) zur Überwachung von Gehirnwellenmustern in 2016–2017.

## Spirituelle Prinzipien
Naropa University fördert kontemplative Bildung – ein Begriff, der vor allem von Lehrern verwendet wird, die mit der Naropa University oder buddhistischen Shambhala-Organisationen verbunden sind – einschließlich Aktivitäten wie Meditation, die japanische Teezeremonie, Taijiquan, das christliche Labyrinth, Ikebana und neopaganistische Rituale. Robert Goss kommentiert,
Geoffrey Samuel, Reginald Ray und Judith Simmer-Brown haben die Shambhala-Linie [Trungpas Lehre] bis zur Rimé-Bewegung des 19. Jahrhunderts in Osttibet zurückverfolgt… Wenn Naropa University sich selbst als ein buddhistisch inspiriertes, „nicht-sektiererisches“ Liberal Arts College beschreibt, bedeutet „nicht-sektiererisch“ übersetzt das tibetische Rimé. Nicht-sektiererisch bedeutet jedoch nicht „säkular“, wie es in der Hochschulbildung üblicherweise verwendet wird. Nonsektiererisch wird vielleicht als ökumenische Offenheit für kontemplative Praktiken und Künste der religiösen Traditionen der Welt verstanden, die Präzision, Sanftheit und Spontaneität fördern.
Goss merkt weiter an, dass die Naropa University, wie viele protestantische und katholische Colleges und Universitäten in den USA, dem Druck ausgesetzt war, Unabhängigkeit von damit verbundenen religiösen Organisation herzustellen, in diesem Fall von Shambhala International; aber im Gegensatz zu vielen solchen Institutionen hat sie es vermieden, die Religion an die Peripherie des Universitätslebens zu verbannen.
Die Beschreibung der Naropa University von kontemplativer Bildung macht großzügig Gebrauch von buddhistischer Sprache und Konzepten. Zum Beispiel spricht ihr Katalog von „Studenten, die sich mit ganzem Herzen in Achtsamkeitspraktiken engagieren, um die Präsenz im Moment zu kultivieren“ … „die Entwicklung von Offenheit, Selbstbewusstsein und Einsicht“ … und „innere Arbeit“ als „Vorbereitung für mitfühlende und transformative Arbeit in der Welt“.
Ab 2008 beinhalten die kontemplativen Bildungsanforderungen: Alle Undergraduate-Studenten müssen drei Semesterstunden „Körper-Geist-Praxis“ wie Taijiquan oder afrikanischen Tanz sowie drei Stunden „Weltweisheitstraditionen“ wählen, die einen Religionskurs beinhalten können. Darüber hinaus verlangen bestimmte Studiengänge wie Psychologie und Religionswissenschaften spezielle Kurse in Meditation. Neben diesen Anforderungen bauen eine Reihe von Naropas Professoren ein kontemplatives Element in ihren Unterricht oder in die Kursanforderungen ein, wie z. B. den Beginn mit einer Verbeugung oder einem Moment der Stille oder die Aufforderung an die Studenten, darüber nachzudenken, wie sie ihr Studium in ihr Leben integrieren können.
An einem Tag in jedem Semester hält die Naropa University einen Community Practice Day ab, an dem kein regulärer Unterricht stattfindet und die Büros geschlossen sind. An diesem Tag sind die Mitglieder der Naropa-Gemeinschaft – Studenten, Dozenten, Mitarbeiter und andere – eingeladen, am Vormittag an einer sitzenden Gruppenmeditationspraxis teilzunehmen. Andere kontemplative Disziplinen werden den ganzen Tag über angeboten. Am Nachmittag werden oft Podiumsdiskussionen, Mittagessen in den Abteilungen und gemeinnützige Projekte angeboten. Das erklärte Ziel des Tages ist es, das Miteinander in der Naropa-Gemeinschaft zu kultivieren und zu betonen, wie wichtig es ist, ein achtsames, bewusstes Leben zu führen, anstatt ein schnelles, überladenes.

## Bekannte Alumni
- Gregory Alan Isakov[11]
- Justine Frischmann[12]
- Brad Will[13]